# Долішня Секирна
Долішня Секи́рна (болг. Долна Секирна) — село в Перницькій області Болгарії. Входить до складу общини Брезник.

## Населення
За даними перепису населення 2011 року у селі проживали 198 осіб.
Національний склад населення села:
| Національність   | Кількість осіб | Відсоток |
| ---------------- | -------------- | -------- |
| болгари          | 182            | 91,9%    |
| цигани           | 16             | 8,1%     |
| турки            | 0              | 0%       |
| інша             | 0              | 0%       |
| не визначились   | 0              | 0%       |
| Всього відповіли | 198            |          |

Розподіл населення за віком у 2011 році:
Динаміка населення: